# Indrek Zelinski
Indrek Zelinski (* 13. November 1974 in Pärnu) ist ein ehemaliger estnischer Fußballspieler und jetziger -trainer. Seit 2011 war er Trainer der dritten Mannschaft des FC Levadia Tallinn sowie seit 2012 Co-Trainer der ersten Mannschaft des FC Levadia Tallinn. Am 1. Dezember 2016 übernahm er das Amt des Nationaltrainers der Frauennationalmannschaft seines Landes.

## Vereinskarriere
Seine Profikarriere begann beim estnischen Rekordmeister FC Flora Tallinn, anschließend spielte er fünf Jahre im Ausland. Seine erfolgreichste Zeit hatte er beim dänischen Erstligaverein Aalborg BK, für den er in zwei Saisons 13 Mal traf. Anschließend spielte er sehr erfolgreich beim FC Levadia Tallinn und war in der Saison 2007 mit 22 Toren zweitbester Torschütze der Meistriliiga, 2009 beendete er seine Karriere.

## Nationalmannschaft
Indrek Zelinski war über Jahre Stammspieler der estnischen Nationalmannschaft und ist seit seinem 100. Länderspiel am 31. März 2004 gegen Nordirland auch Mitglied im „FIFA-Hunderterklub“. Nach einer zweieinhalbjährigen Länderspielpause bestritt er am 22. August 2007 in Tallinn gegen Andorra sein 102. Länderspiel. Da ihm in der 90. Spielminute das Siegtor zum 2:1 gelungen war, entschloss sich Zelinski anschließend seine Nationalmannschaftskarriere mit diesem Erfolg zu beenden. Mit insgesamt 27 Länderspieltoren ist er nach seinem langjährigen Sturmpartner Andres Oper der zweiterfolgreichste Torjäger in der Geschichte der estnischen Nationalmannschaft.

## Trainer
Nach Stationen als Vereinstrainer übernahm er am 1. Dezember 2016 die Estnische Fußballnationalmannschaft der Frauen.